# فرانك كولينز (لاعب هوكي الجليد)
فرانك كولينز هو لاعب هوكي الجليد كندي، ولد في 28 سبتمبر 1901 في Hastings, Ontario ‏ في كندا، وتوفي في 9 نوفمبر 1940.

## وصلات خارجية
- فرانك كولينز على موقع EliteProspects.com (الإنجليزية)
- فرانك كولينز على موقع HockeyDB.com (الإنجليزية)